# David C. Montgomery
David Craig Montgomery (Saint Joseph, 21 marzo 1870 – Chicago, 20 aprile 1917) è stato un attore e ballerino statunitense, partner di Fred Stone con il quale formò un duo famoso nella Broadway dei primi anni del Novecento.

## Spettacoli teatrali
- The Wizard of Oz (Chicago, 1902 / Broadway, 1903)
- The Lady of the Slipper, di Anne Caldwell e Lawrence McCarty (Broadway, 28 ottobre 1912)
- Chin Chin, di Anne Caldwell e R.H. Burnside (Broadway, 20 ottobre 1914)